# Contra el "gang" del "Chicharrón"
Contra el "gang" del "Chicharrón" es una historieta del autor de cómics español Francisco Ibáñez, la segunda historia larga de su serie Mortadelo y Filemón.

## Trayectoria editorial
Ibáñez abandona el sistema de acción continuiada que había utilizado en la historieta anterior sustituyéndola por una estructura de secuencias breves, independientes y autoconclusivas parecidas a las de una historieta independiente. El motivo se debió a que los lectores de los semanarios pudieran comprarlos sin necesidad de tener todas las revistas. Tras su publicación serializada fue editada en formato álbum a un precio de 90 pesetas, y, más tarde, en Colección Olé, como número 97 de la cuarta edición, y en el tomo n.º 20 Súper Humor de Ediciones B, junto a otras aventuras de la época que son Valor y... ¡al toro!, El caso del bacalao, La máquina del cambiazo y otra más reciente que es Los superpoderes.

Esas historias tenían que publicarse también en los semanales, a base de episodios de seis u ocho páginas, con un tema general pero autoconclusivos ¡Que el limón había que exprimirlo
hasta la última gota!
Francisco Ibáñez

La historieta se publicó de manera seriada en la revista Gran Pulgarcito. Los títulos que llevaron cada uno de los capítulos fueron los siguientes:
- La caza del "Metralleta" en vagón y en vagoneta
- El Anselmo es atrapado con una grúa y con cuidado
- A la captura del chino bajo un cielo azul marino
- Otro gángster tras la reja gracias a una vaca vieja
- Le echan el guante al "Moro" en plena calle del Loro
- Mac Mochuelo es atrapado en un mar algo mojado
- Cae otro del Chicharrón en la mina de carbón
- Va a parar a la mazmorra el vizconde de la porra
- El Kar-Akol es cazado con un "600" tarado
- Al fin le tocó la tanda al mandamás de la banda
- Una fuga a cien por hora con trapitos de señora

## Sinopsis
Una banda de espías internacionales, El "Gang" del Chicharrón, se ha introducido en el país. Intentan operar en puntos clave y Mortadelo y Filemón deberán apresar a toda la banda compuesta por:
- El líder, Gedeón el Chicharrón y el resto de los componentes,
- Mike Ratatata el Metralleta, encargado de espiar en los trenes,
- Anselmo el Paquidermo, encargado de espiar en el puerto,
- Wo-ti-jo el Canijo, que espía en el aeropuerto. Experto en artes marciales,
- Joe Potopotopop el Motocicleta, que domina la conducción de las motos y espía en las carreteras,
- Mac Mochuelo El Sanguijuelo, que sabotea las defensas submarinas de los ríos
- Blancanieves el Mondongo, que espía en las minas,
- El Vizconde Godofredo, que espía en la realeza y los palacios
- Orzuelo el Moro, que roba planes de las cajas fuertes y
- Kar-akol el Mongol. Especializado en correr velozmente.

## Alusiones
El gag de los miembros de la banda escapando cada uno por un agujero puede estar inspirado en la historieta de Lucky Luke Los Dalton van a la nieve (Les Dalton dans le blizzard). En la página 19 realiza un cameo Feliciano personaje de Vázquez. Kar-Akol, “El Mongol” es una caricatura de Julio Fernández, miembro de la editorial Bruguera.
El vagón de madera aparecido en la página 8 es similar al aparecido en el álbum QRN en Bretzelburg de Spirou y Fantasio, además también en esta misma página Filemón es atacado por una jauría y en la misma obra de Spirou y Fantasio una ardilla que les acompaña es atacada por un perro. Del mismo álbum serían utilizados los detalles de la estación de trenes. Del número 5 de Tomás el Gafe se utiliza la expresión de una vaca aparecida en la página 19 del álbum y la imagen del obrero tapando el hoyo hecho por Mortadelo para coger al Motocicleta.